# Selmeci-hegység
A Selmeci-hegység (Štiavnické vrchy, korábban: Selmecbányai érchegység;) az Északnyugati-Kárpátok legnagyobb vulkáni eredetű hegyvidéke, a hegylánc külső vulkáni vonulatának tagja Szlovákiában. Legmagasabb csúcsa a Szitnya (1009 m).

## Földrajzi helyzete
Az egykori Hont vármegye északi részén, az Ipoly és a Garam, illetve a Zólyomi-medence és a Kisalföld északi pereme között terül el a Selmec-patak forrásvidéke körül. Politikai központja, Selmecbánya egy hatalmas völgykatlan teraszain épült úgy, hogy alsó és fölső utcái között a szintkülönbség 330 m. A környező csúcsok:
- Szitnya,
- Koncsiar (880 m)
- Paradeis (939 m),
- Szkalka (883 m).[4]

## Kialakulása, felépítése
A Belső-Kárpátokban kialakult, miocén korú kettős vulkáni vonulatsor eleme közepes méretű, főleg andezites összetételű rétegvulkánokkal; alárendelten riolitot is tartalmaz. Egy nagy kaldera maradványa; a vulkáni felépítmény alatt diorit-, illetve granodiorit-porfirit intrúziók rekedtek meg.
Az utóvulkáni működés során zöldkövesedett kőzetekben változatos színes- és nemesfém-ércek alakultak ki. A késő közép- és kora újkorban Selmecbánya (a Felvidék harmadik legnagyobb bányavárosaként) a szomszédos Bélabányával együtt főleg ezüstbányászatáról volt nevezetes.
A Selmecbányától északra magasló Kálvária-hegyet pliocén korú bazaltkitörések építették fel.

## Látnivalók
Itt festették fel az 1800-as években a történelmi Magyarország és egyúttal Európa első turistaútját. Az útvonal ma is járható. A Bacsófalvi-tótól (Bacsófalvi-bányató, Počúvadlianske tajch) kapaszkodhatunk fel a Szitnya (Sitno) csúcsára, útba ejtve a Blaskó-teraszt (Terasa u Blaškov), a Kaňova-forrást és a Tatár-rétet (Tatárska lúka), amin túl a Téry-torony (Téryho veža) oldalában a 2020-as években már fémlépcső vezet fel. A kilátópontról lepillanthatunk a Szarmata fal (Sarmata montes) egykori nyomvonalára. Az egykor a Dunáig húzódott és mára csaknem teljesen elpusztult építmény — amely „Óriások fala” (Fossa Giganteum), sőt, „szlovákiai kínai fal” néven is ismert — egyes elképzelések szerint az egykori szarmaták védvonala lehetett a germánok betörései ellen. Lefelé az egykori szitnyai vár romjai és a Farkas-gödör (Vlčia jama) megtekintése után térhetünk vissza a bányatóhoz.